# .aero
.aero(항공공학을 뜻하는 aeronautics에서 파생됨)는 인터넷의 도메인 네임 시스템에서 사용되는 스폰서 최상위 도메인(sTLD)이다. 단일 산업 테마를 기반으로 하는 최초의 후원을 받는 최상위 도메인이다. 이 aero 도메인은 항공우주 관련 분야의 기업, 단체, 협회, 정부 기관 및 개인을 위해 예약되어 있다. 2002년에 만들어졌으며 SITA에서 운영하고 있다. SITA는 닷 에어로 컨슬(Dot Aero Council)을 창설하고 운영한다.
.aero 아래의 두 글자 코드는 IATA 항공사 지정자에 따라 항공사용으로 예약되어 있다. 3자리 코드는 처음에는 공항용으로 예약되어 있었지만(IATA 공항 코드) 2008년 12월 1일 대규모 항공 및 항공우주 커뮤니티 등록을 위해 공개되었다.
aero 최상위 도메인은 새로운 최상위 도메인에 대한 개념 증명의 일환으로 2006년 12월 17일에 만료되는 5년 기간으로 2001년에 처음 승인되었다. 이 계약은 2006년 10월에 2007년 6월 17일까지 6개월 기간으로 연장되었으며 2009년 6월 17일까지 6~12월 6개월 주기로 계속 갱신되었다. 2009년에 aero 운영을 위한 연간 후원 계약으로서 SITA와 ICANN은 새로운 10개 계약을 완료했다.